# Talang Rejo
Talang Rejo is een bestuurslaag in het regentschap Tanggamus van de provincie Lampung, Indonesië. Talang Rejo telt 970 inwoners (volkstelling 2010).